# 261e régiment d'artillerie
Pour les articles homonymes, voir 261e régiment.
Le 261e régiment d'artillerie (261e RA) est une unité de l'Armée française. Il combat pendant la Première Guerre mondiale comme 261e régiment d'artillerie de campagne (261e RAC) puis au début de la Seconde Guerre mondiale comme 261e régiment d'artillerie lourde divisionnaire (261e RALD).

## Création et différentes dénominations
- avril 1917 : création
- mars 1919 : dissous
- 1939 : recréation
- 1940 : dissous

## Historique des opérations et garnisons du régiment

### Première Guerre mondiale
Le 261e RAC est créé en avril 1917 à partir des trois groupes de canons de 75 de la 72e division d'infanterie :
- un groupe du 61e RAC,
- un groupe du 59e RAC
- un groupe mixte avec une batterie de chacun des 11e, 41e et 45e RAC.

Sont rattachées administrativement au régiment d'autres unités de la 72e DI :
- la section de munitions d'infanterie 21 (SMI 21/261e RAC)[2], remplaçant la SMI 31/61e RAC[1],
- les sections de munitions d'artillerie 22 et 23 (SMA 22 et 23/261e RAC), remplaçant la SMA 8/61e RAC et la SMA 5/59e RAC[1],
- la 101e batterie du 261e RAC, équipée de mortiers de tranchée de 58. Créée au second semestre 1917 par renommage de la 109e batterie du 61e RAC, elle est renommée 130e batterie du 175e régiment d'artillerie de tranchée le 1er avril 1918[1],[3].

#### 1917
Il combat d'avril à mai 1917 dans la bataille des monts de Champagne, au Mont Haut. En juillet, dans la bataille du Chemin des Dames, le régiment appuie les combats autour du Téton (Moronvilliers).

#### 1918
Le 261e RAC soutient en juillet 1918 l'attaque de la division dans la bataille de la Marne, à la Montagne de Paris puis en direction de Fontenoy avant d'arriver devant la cote 129 (nord de Soissons) en août. En septembre, il combat dans le secteur de la ferme Colombe (ouest de Jouy) puis le mois suivant sur la Hundling Stellung (seconde ligne de la ligne Hindenburg).

#### 1919
Il est dissous le 25 mars 1919.

### Seconde Guerre mondiale
Le régiment est recréé à la mobilisation de 1939, par dédoublement du 61e régiment d'artillerie divisionnaire, régiment d'active rattaché à la 42e division d'infanterie. Les éléments d'artillerie lourde du 61e RAD du temps de paix forment le 261e régiment d'artillerie lourde divisionnaire, formé à deux groupes (Ve et VIe groupes) équipés de canons de 155 courts modèle 1917 Schneider.